# クレヨンしんちゃん ガチンコ!逆襲のロボとーちゃん
『クレヨンしんちゃん ガチンコ!逆襲のロボとーちゃん』（クレヨンしんちゃん ガチンコ!ぎゃくしゅうのロボとーちゃん）は、2014年4月19日に公開された『クレヨンしんちゃん』劇場映画シリーズ第22作目。
第18回文化庁メディア芸術祭アニメーション部門優秀賞、テレビ朝日開局55周年作品。

## 概要

### ストーリー案
シリーズとしては初めて野原しんのすけの父・ひろしをメインとしたストーリー。謎の組織によってロボットに改造されたひろしを軸に野原一家の活躍を描く。ひろしがロボットになるというアイディアは監督の髙橋渉が考えたものである。今作はロボットを題材にしているということで『パシフィック・リム』や『ターミネーター』などロボットに関する看板や小道具が多く出てきている。

### スタッフ
監督は前作の橋本昌和から交代し、テレビシリーズに制作進行時代から長らく参加してきた高橋渉が、本作では映画シリーズの監督を初めて担当する（以降2019年の『新婚旅行ハリケーン』まで、一年ごとに橋本との交代交代で監督を務める）。
脚本は臼井儀人の担当編集の経験を持ち、『天元突破グレンラガン』（2007年）や『仮面ライダーフォーゼ』（2012年）などを手がけたうえ、2007年から2010年まで『クレヨンしんちゃん』の映画シリーズのチーフプロデューサーも務めていた中島かずきが担当する。
音楽は宮崎慎二が担当するが、『クレヨンしんちゃん』の映画シリーズへの参加は、『嵐を呼ぶ!夕陽のカスカベボーイズ』（2004年）以来、10年ぶりである。演出面ではテレビシリーズに2003年まで参加していた池端たかしが、劇場作品としては初登板した。シリーズとしては11年ぶりの参加となり、本作では絵コンテと演出を担当している。また、湯浅政明が2年連続で参加しており、作画のみならず絵コンテとしても参加している。湯浅が絵コンテを担当するのは『ヘンダーランドの大冒険』（1996年）以来17年ぶりである。作画面ではキャラクターデザインに番組当初から作画監督として参加し、劇場版でも多くの原画を担当してきた大塚正実が初登板したため、去年まで原勝徳と共同でキャラクターデザインを担当していた末吉裕一郎の絵柄とは多少異なる。カンタムロボデザインは、1993年に放送された劇中作『超電導カンタム・ロボ』でキャラクターデザインを担当した高倉佳彦が担当している。
なお、第1作目から色指定・色彩設計を担当していた野中幸子は本作をもって降板し、次作から今泉ひろみに交代している。

### ゲスト声優
2014年2月19日にはゲスト声優として武井咲とコロッケの参加が決定した。武井は本作でアニメ声優初挑戦、コロッケは同劇場版シリーズ史上初となる2年連続のゲスト出演となった。また、ゲスト声優扱いではないが俳優の大和田伸也 が黒幕・鉄拳寺堂勝役で出演しているほか、テレビ朝日系列の各三局（テレビ朝日・朝日放送・メ〜テレ）のアナウンサーが本人役で参加する。アコギデス役の立木文彦は今作品の予告ナレーションも担当している。

### 主題歌
2014年3月5日には主題歌にきゃりーぱみゅぱみゅが起用されることが発表された。放送当時にTVシリーズのオープニングテーマを受け持っていた一般アーティストが劇場版主題歌を担当するのは2012年公開の『嵐を呼ぶ!オラと宇宙のプリンセス』以来2年ぶりとなる。
楽曲は「家族の絆」がテーマという映画の世界観に合わせ、サウンドプロデューサーの中田ヤスタカが書き下ろしたというどこかセンチメンタルで温かみのあるポップスに仕上がっている。また、同年4月16日に発売の9枚目シングル『ファミリーパーティー』では、クレヨンしんちゃん風にデザインされたきゃりーぱみゅぱみゅのイラストが描かれている。

### 関連企画・その他
公開に先駆け、『まんがタウン』2013年10月号から2014年12月号まで本作を基にしたコミック版（脚本：中島かずき/作画：相庭健太）が連載された。ただし映画版と比較して異なる点がいくつか存在する。
テレビシリーズの2014年1月31日と2月7日放送分では本作の劇中に起こったという設定のショートストーリーが放送された。
公開前日の4月18日にお台場シネマメディアージュで映画の公開を記念としたオールナイト上映、『映画クレヨンしんちゃん 嵐を呼ぶ ドキッ!オトナだらけの映画大会2014』を開催。2014年映画とファンからの投票で決められた『嵐を呼ぶ モーレツ!オトナ帝国の逆襲』（2001年）と『嵐を呼ぶ アッパレ!戦国大合戦』（2002年）の二本を上映。
ひろしにスポットが当てられた本作にあわせ、書籍では『野原ひろしの名言 「クレヨンしんちゃん」に学ぶ幸せの作り方』（双葉社）、DVDでは『クレヨンしんちゃん きっとベスト☆凝縮! 野原ひろし』（バンダイビジュアル）が発売された。
本作以降は劇場版の公開に合わせその劇場版のテーマにちなんだエピソードを集めたDVD『クレヨンしんちゃん きっとベスト』シリーズが発売されるようになり、本作では上述の『凝縮! 野原ひろし』と共に『クレヨンしんちゃん きっとベスト☆濃縮! 風間トオル』（バンダイビジュアル）も発売された。
今回はカンタム・ロボが、『伝説を呼ぶブリブリ 3分ポッキリ大進撃』（2005年）以来9年ぶりに登場した作品であり、カンタムロボJr.とカンタムロボのパイロット・山田ジョンも声優とキャラクターデザインが一新され、久しぶりの登場となった。それを記念としてスーパーロボット超合金のカンタムロボがバンダイから発売された。
2014年6月14日には上海国際映画祭に本作が出品され、衡山電影院で行われた舞台挨拶には監督の高橋渉が登壇した。なおこの映画祭には同年公開の『ドラえもん 新・のび太の大魔境 〜ペコと5人の探検隊〜』も出品している。
2015年7月18日には双葉社ジュニア文庫より本作品のノベライズ版が発売された。
双葉商事の女性社員・草加ユミが劇場版に初登場。
本作はテレビシリーズ放送開始から園長先生を演じてきた納谷六朗が2014年11月17日に死去したため、納谷が映画シリーズに出演する作品としては最後となった。次作『オラの引越し物語 サボテン大襲撃』は過去作品からのライブラリ出演となり、次々作『爆睡!ユメミーワールド大突撃』からは2015年10月より引き継いだ森田順平が担当している。

### 興行成績・評価
全国329スクリーンで公開され、2014年4月19、20日の2日間の動員29万4,599人、興収3億3,893万200円をあげ、観客動員ランキング（興行通信社調べ）で初登場第3位となった。これは興行収入13.0億円という好成績を上げた「バカうまっ!B級グルメサバイバル!!」（2013年）の興行対比150.4%にも及ぶ。公開3週目には興行収入10億円を突破した。さらに、公開30日目には興行収入15億5404万5700円を記録し、「嵐を呼ぶ モーレツ!オトナ帝国の逆襲」（2001年）の15億円、「嵐を呼ぶ 歌うケツだけ爆弾!」（2007年）の15.5億円を超え歴代3位にランクインした。さらに公開73日間での累計で観客動員数151万2418人、興行収入17億9074万円を記録し、最終興行収入は18億3000万円だった。しかし、翌年の「オラの引越し物語 サボテン大襲撃」（2015年）に抜かれ、2020年現在は歴代6位となっている。
この回の興行成績は、ロボットもの人気の根強さと裾野の広さが裏付けられるものとなった。また、ぴあの調査による初日満足度ランキングでは満足度92.3を獲得し第2位となっている。
また、第18回文化庁メディア芸術祭アニメーション部門で優秀賞を受賞。文化庁メディア芸術祭での受賞は『嵐を呼ぶ アッパレ!戦国大合戦』（2002年）以来12年ぶりとなる。審査委員である森本晃司は贈賞理由として「脚本を担当している中島かずきの構成が実に素晴らしく、エンターテインメントの大切な要素が生かされていると感じる」としている。また、志田未来は一番好きなクレヨンしんちゃんの映画として本作を挙げている。

### テレビ放送
次作『オラの引越し物語 サボテン大襲撃』の公開を記念するかたちで、2015年4月10日に『ドラえもん』との合体3時間SP『ドラえもん・クレヨンしんちゃん 春だ!映画だ!3時間アニメ祭り 第2弾・第2部』（19:44 - 21:48）内で本編ノーカットで地上波初放送。地上波の放送としては久しぶりにオープニング部分も放送され、エンディングもダイジェストとして放送された。
2019年4月21日では、第27作目『新婚旅行ハリケーン 〜失われたひろし〜』の公開を記念するかたちで午前10時（『スペシャルサンデー』枠）よりテレビ用に編集されたものを放送された。また、オープニング部分・エンディング・冒頭の一部はカットして放送された。
| 回数 | テレビ局   | 放送日                  | 放送時間      | 放送分数 | 放送枠                                                     | 視聴率 |
| ---- | ---------- | ----------------------- | ------------- | -------- | ---------------------------------------------------------- | ------ |
| 1    | テレビ朝日 | 2015年4月10日（金曜日） | 19:44 - 21:48 | 124分    | ドラえもん・クレヨンしんちゃん 春だ!映画だ!3時間アニメ祭り | 12.0%  |
| 2    | テレビ朝日 | 2019年4月21日（日曜日） | 10:00 - 11:50 | 110分    | スペシャルサンデー                                         |        |

- 視聴率はビデオリサーチ調べ、関東地区・世帯・リアルタイム。

## あらすじ
ギックリ腰で腰を痛めたひろしは突如現れた謎の美女に連れられ、マッサージも兼ねてエステの「無料体験」を受けることに。
エステを終えて家に着いたひろしだったが、そこで自分の体がロボットになっていることに気づき驚く。ロボットになった自分を前に警戒心むき出しのみさえに対し大喜びのしんのすけ。
そんな中ひろしは、自分の体がロボットになった原因があのエステサロンであったことに気づく。それは、邪険に扱われる日本の弱い父親たちの復権を企てる「父ゆれ同盟」の恐るべき陰謀だった。
「家族は、オレが守る!!」
崩壊寸前のカスカベを前にロボットになったひろし＝ロボとーちゃんが、しんのすけと共に立ち上がる。

## 本作のキャラクター

### 主要キャラクター
ロボひろし（ロボとーちゃん）
野原ひろしが、父ゆれ同盟が設立した怪しげなエステサロン「メンズエステビューティフルダディ」でロボットに改造された姿。ボディの配色は象牙色。顔はひろしそのものであり、トレードマークのひげも忠実に再現されているほか、胸部には乳首を思わせるかのようなスイッチが2つついている。燃料は油 で尻の部分に給油口がついており、そこから注入が可能。
主な能力はロケットパンチや下半身をプロペラのように回転しながらの飛行のほか、高速移動にも長けている。
実はロボットに改造された野原ひろしではなく、ひろしの記憶と意識を複製・移植したロボットで、当のオリジナルであるひろし本人は記憶のバックアップとしてドデカシティの地下工場にある保管室のカプセルに監禁されていた。本物のひろしがしんのすけに救出された後、自身がコピーされた存在であることをなかなか受け入れられず自身のアイデンティティの是非に苦悩する。そのため、本物のひろしと一度は対立するも、次第にお互いが父親であることを認識し、共闘するようになる。その後、父ゆれ同盟に再び拉致され洗脳されるも、しんのすけに苦手なピーマンを食べさせる時、我慢してピーマンを全て食べたしんのすけに心を打たれ記憶と正気を取り戻し、しんのすけや生身のひろしとともに諸悪の根源である黒岩と巨大五木ロボットに立ち向かう。
終盤で巨大五木ロボットとの決戦後に修復不可能なダメージを負っていながらも、そのボロボロに破損した状態でひろしと腕相撲を行い、接戦の末敗北。ひろしに対して家族を託す言葉を残した後、しんのすけに看取られながら完全に機能を停止した。
ガンコロボひろし
父ゆれ同盟が開発したカイゼル髭のようなパーツを装着したことで「頑固オヤジ回路」が作動し、厳格な性格に豹変したロボひろし。圧倒的な威圧感と提唱で父親たちを扇動し、父親を邪険に扱う母親や子どもたちを退け、父ゆれ同盟のリーダーとして活動を繰り広げるが、かすかべ防衛隊の活躍で髭を外されると同時にしんのすけの不意打ちで、ロボひろしは「頑固オヤジ回路」と共に一時的に機能停止する。本来のロボひろしとして再起動した後の鉄拳寺戦で勝利し、父ゆれ同盟の解散を薄田たちに命じた。
紺色であった細い管は赤色に変色し、顔には2本の赤い筋が入っている。胸部の乳首のスイッチが変形した2本の竹刀を武器として振るう。また、竹刀で叩かれると接触部分から青色の電撃が走る。
必殺技は四方八方に鋭く尖らせた髭を飛ばす「アフターファイブひげスプラッシュ」。
漫画版ではカイゼル髭のようなパーツにスーツではなく、ちょび髭のようなパーツで着流しを着ており、まさにガンコ親父そのものな姿になっている。

### 父ゆれ同盟
家庭での立場が弱くなってしまった日本の父親たちの復権を目論む組織。ドデカシティの地下工場を基地に備える。手始めにひろしを捕らえロボットを生み出し、みさえたちに受け入れてもらうべく墜落事故をわざと起こして危険な目に遭わせるなど手段を選ばない。デモ活動の際は胸部を左右に突き出すような動きをする。シンボルマークは怒りマーク。ガンコロボひろしによって扇動された父親たちは、公園や女性専用車両の乗っ取り、レディースデーを親父デーに改称、晩酌のビールや小遣い値上げの要求などで活動を繰り広げる。リーダーのロボひろしがしんのすけの不意打ちで機能停止した後は、鉄拳寺（漫画版では薄田）の扇動のもと、市庁舎を占拠した。
名前は「父よ、勇気（ゆうき）で立ち上がれ」の略。
黒岩 仁太郎（くろいわ じんたろう）
下春日部警察署の署長。ちょっぴりキザなイケメンで、上げ底の靴を履いている。また、自分が大好きなナルシストでいつも鏡の前でのチェックを欠かせない。香水が趣味であり、段々原にマイカーのオープンカーを壊されてしまう。
実は彼が今回の事件の真の黒幕であり、鉄拳寺を影で遠隔操縦していた。また自身も妻と娘の家庭を持つ父親だが、家では自分の誕生日そっちのけで先に食事を済まされたり、自分の衣類と一緒に洗濯したことを非難され、さらには自分の出世にさえも冷淡な態度をとられるなど冷遇かつ邪険に扱われており、これが「父ゆれ同盟」結成とロボひろしを巡る事件の引き金となった。
物語の終盤で正体を現し、一連の騒動の真相を知った野原一家と段々原の身柄を拘束した後、口封じのために巨大五木ロボットで5人を始末しようとするも、しんのすけとロボひろしに返り討ちにされ、段々原によって逮捕された。この時、段々原に自らの罪状を訊ね、彼女に一番の罪は「人の心を玩具のように弄んだこと」（つまり、汚職の容疑）と評された。
エンディングでは、頑馬とともに刑務所で五木ひろしのモノマネを披露している。
漫画版では鉄拳寺の内部に入り込んで操作しており、終盤ではこれまでの行いを後悔した妻子が面会に赴き、一家揃って涙しながら刑務所内のガラス越しでの再会を果たし、和解できたことがうかがえるシーンが描かれている。野原一家を初めとした家族が事件を通じて幸せを取り戻したのに対し、黒岩一家は哀しげに描かれるなど、対照的なシーンとなっている。
鉄拳寺 堂勝（てっけんじ どうかつ）
父ゆれ同盟の総裁。
父親の威厳が失われた現代の状況を憂いて組織を結成した。ひし形の輪郭と金歯が特徴で、みさえから「金ピカジジイ」などと呼ばれる。
その正体は人間型のロボットで、黒岩が遠隔操縦していた。口の中には建物を破壊するほどのレーザービームの装置がある。
漫画版では身に纏うスーツのような造型で黒岩が中に入っていた。
頑馬 博士（がんま はかせ）
ひろしをロボットに改造した父ゆれ同盟の天才科学者。ロボット工学の世界的権威だが、何らかの理由で学界を追放されてしまったらしい。父ゆれ同盟が世界を支配することで自分のロボットが世間に認められれば、自分を追放した学会の鼻を明かせると考えている。左目が髪で隠れている。いつも狂ったように笑っているが気が弱く、声も小さい。最後は黒岩とともに逮捕された。エピローグでは黒岩と共に刑務所で五木ひろしのモノマネを披露。漫画版ではエピローグには登場せず。
苗字の由来は、γ（ガンマ）から。
小女鹿 蘭々（おめが らんらん）
父ゆれ同盟の紅一点。あらゆる人物に成りすまし、スパイ活動を行う。ひろしをエステティックサロンに誘った。口元にホクロがあり、巨乳で美人。右手の爪が非常に長く、武器にしている。量産されたロボットたちを売りさばくことで大金持ちになることを目的にしている。
みさえたちに襲いかかったとき、耳につけているエメラルドグリーンの宝石付きのピアスを見たひまわりに邪魔され、その時の声があまりに色っぽかったため、嫉妬した段々原に「セクシーだから」という理由で手錠をかけられた が、エンディングでは香港のような場所で一人船に佇む様子が描写されている。なお、巨大ロボ対決には、みさえや段々原同様に辛辣なコメントをしている。
苗字の由来は、Ω（オメガ）から、また「目がランラン（と輝く）」にも掛けている。

### 埼玉県警下春日部警察署
段々原 照代（だんだんばら てるよ）
19歳、下春日部警察署に配属された婦人警官。仕事熱心だが、かなりのトラブルメーカーでミニパトを黒岩の愛車にぶつけた挙げ句最終的に潰してしまったほど。刑事になることを夢見ている。よく黒岩に名前を間違われる。探すことが得意だが、人間ではなく動物専門であり「迷子のペットちゃん課」の担当である。
野原一家と共に、父ゆれ同盟に立ち向かい、黒幕であった黒岩を逮捕した。
エンディングでは、従来の動物探しの職務に復帰した描写がある一方で、漫画版では黒岩を逮捕したため、念願の刑事に昇格した描写がある。
第25作『襲来!!宇宙人シリリ』では、野原一家が訪れた駅の交番に貼ってある警察官募集ポスターのモデルとして写っている。

### 映画「カンタムロボ」のキャラクター
いずれもアバンタイトルのみの出演。
山田ジョン青年
映画『カンタムロボ』 の主人公であり、カンタムJr.の相棒。冒頭の絵コンテを担当した猫賀大介のアドリブにより年齢は29歳となっている。左頬に傷が出来ており、アゴ髭を生やし、サングラスを着用。四字熟語を言い間違える。
漫画版では、劇場版第3作目と同じ容姿で描かれている。
カンタムJr.
映画『カンタムロボ』に登場する亡き両親のカンタムロボとシーラの息子。左目に泣きぼくろがある。今作では17歳になっており、相棒であるジョンに「さん」ではなく、父親同様に「君」付けで呼んでいる。
アコギデス・ブッコロス
映画『カンタムロボ』に登場する黒幕。秘密結社「ミッドナイト」の第15代党主。立方体のキューブ状の外見をしているが、「チェンジアコギデス」の掛け声と共にエイリアンのような姿へ変身する。必殺技は腹部にあるブラックホールであらゆる物を吸い込む「アコギデストラクタービーム」、背中の巨大なドリルで突進する「アコギデスブラックダークデビルデスゾーゼージゴクショック」。
カンタムJr.の秘密兵器「超超超超超カンタムロボ」と激戦を繰り広げた後、最後は「超超超超超カンタム超超超超超カンタムドーリル超超超超超超超アターックNo.1」を受けて倒された。
漫画版での名は、アコギデス大王。
カンタムロボ、シーラロボ
漫画版に登場。ギルギロス大統領との戦いで消息を絶ったが、実はアコギデスの体内に本人も気付かぬ内に捕らえられていた。最終決戦において、アコギデスの体内から脱出し、カンタムJr.とジョンのスペース超カンタムロボと合体して、スペース超超超超カンタムロボとなり、アコギデスを倒した。

### その他
薄田 修
ひろしとしんのすけが公園へ立ち寄った際に出会った中年男性。喫煙者で眼鏡をかけている。
当初、家では家族から除け者扱いされ、公園にやってきた母親たちから「タバコを吸うな！」といいかがりをつけられ、それに対して何も言い返せない気弱な性格だった。しかしガンコロボひろしに触発され、父親たちの中で最初に母親たちに対して強く言い返し、父ゆれ同盟ではサブリーダーの立場を得た。ロボひろしがロボットだったことを知ったことで他の父親たち同様に落胆。ロボひろしの命令もあり、同盟を解散した。事件後は他の父親たちと共に母親たちと仲直りし、家族とのわだかまりもなくなった模様。
漫画版では多少外見の異なった人物に置き換えられており、しんのすけの不意打ちで機能停止したロボひろしに代わって父親たちを扇動し、市庁舎を占拠した。事件が収束した後は公園の母親たちと和解した様子が描かれている。
生ビール親父、ジャージ親父、サル親父、ポーチ親父
ひろしとしんのすけが公園へ立ち寄った際に出会った父親たち。
薄田と同様、家では家族から除け者扱いされ、公園にやってきた母親たちからも追い出されてしまい、何も言い返せずにいたがガンコロボひろしに触発され、薄田に続いて母親たちに反発し、父ゆれ同盟の一員に加わる（この内、サル親父は本物の猿のような喋り方をしていた）。
エンディングでは、母親たちと和解した様子が描かれている。
バギー主婦、犬の散歩主婦、子連れ主婦
ひろしとしんのすけが立ち寄った公園にやってきた母親たち。
家庭に居場所が無く公園でだらけていた父親たちを追っ払ったり、薄田が喫煙エリアでタバコを吸っているにもかかわらず除け者にするなどかなり強気で気性が荒い。数日後に再び公園に向かい、集まっていた父親たちを除け者にしようとするも、ガンコロボひろしに触発された父親たちからの反発を受けた後、ガンコロボひろしの「アフターファイブひげスプラッシュ」を受けて撤退する。
エンディングでは、父親たちと和解した様子が描かれている。
黒岩の妻と娘
一家の主を召使い扱いにして常に見下しており、冷遇して嫌っている。
特に娘はキザでナルシストを名乗る父を「香水臭くてオカマみたいで気持ち悪い」と吐いており、食事の時に彼が帰って来てほしくなくて気味悪がったり、洗濯で自分や母の衣類を父の衣類を一緒に洗って欲しくないのはこのためである。父親に対しての態度は最悪であり、挙句には彼と会話するだけでヒステリー騒ぎも起こすほどに異常なほどの父親嫌いである。
妻からも娘ほど嫌ってはいないが食器洗いを無理やり頼んだ上わざと食事の準備をしなかったり、一緒のベッドに寝るのが嫌なため、それぞれの個別のベッドを購入し就寝したり、夫が単身赴任するのにそれを完全に他人事のような発言をするなど彼との夫婦関係に完全に冷めている模様。
本編では事件後に黒岩と和解したかどうかは不明だが、漫画版では自分たちが事件の発端であったことを深く反省しており、黒岩へのこれまでの行いを悔やむように面会に赴き、涙ながらに和解した。

## 用語
リバーサイドドデカシティ
かすかべの河川部に建設中の水上都市。巨大なタマゴ型のモニュメントが特徴。建設作業はすべてアンドロイドによるオートメイトで行われている。その実態はちちゆれ同盟の本拠地で、地下には頑馬の研究所およびロボひろしのベースとなったアンドロイドの生産工場などがある。タマゴ型のモニュメントは、巨大五木ロボットとの決戦時に巨大ケツだけ星人型メカを形成させる際のベースに使われた。
巨大五木ロボット
頑馬が開発した、父ゆれ同盟最後にして最強の秘密兵器ロボット。外見は五木ひろし（と言うより五木ひろしのモノマネをするコロッケ）に似ており、歌を歌いながら攻撃する。
コクピットはまるでテレビ番組のスタジオのような感じになっており、乗り込む黒岩も五木ひろしのコスプレをし、そのものまねをしながら動かす。武器は口から放つ虹色の波動「こぶしウェーブ」で、これを浴びた人間は身体に刻み込まれた演歌好きのDNAに反応して緩い気分に陥ってしまう。このこぶしウェーブでロボひろしが作り出した巨大ひろしロボを分解に追い込むが、次にロボひろしが変形した巨大ケツだけ星人型メカにはこぶしウェーブは効かず、その尻に潰される形で破壊された。
漫画版では「スーパーガンコ親父ロボ」という名の鉄拳寺そのものを巨大化させたようなデザインのロボットになっており、予備電源がランニングマシンになっている。
朝まで生ノハラ!
生還した生身のひろしとロボひろしのどちらが本物であるかを巡って、野原家と段々原照代により開催された討論番組。司会はしんのすけ扮する「たはらしんのすけ」。しかし結論は出なかった。
テレビ朝日制作の討論番組『朝まで生テレビ!』のパロディであり、BGMも本家のテーマソングを用いている（後述）。しんのすけの扮装は本家の司会者田原総一朗がモデル。

## キャスト
- しんのすけ - 矢島晶子
- ひろし / ロボひろし - 藤原啓治
- みさえ - ならはしみき
- ひまわり - こおろぎさとみ
- シロ / 風間くん - 真柴摩利
- ネネちゃん - 林玉緒
- マサオくん - 一龍斎貞友
- ボーちゃん - 佐藤智恵
- 園長先生 - 納谷六朗
- よしなが先生 - 寺田はるひ（現：七緒はるひ）
- まつざか先生 - 富沢美智恵
- 風間ママ - 玉川砂記子
- ネネママ - 萩森侚子
- マサオママ - 大塚智子
- 隣のおばさん - 鈴木れい子
- 川口 - 中村大樹
- 草加ユミ - 三浦雅子
- カンタムロボJr. - 大滝進矢
- 山田ジョン青年 - 檜山修之
- アコギデス - 立木文彦
- 段々原照代 - 武井咲
- 頑馬博士 - コロッケ
- 小女鹿蘭々 - 一木美名子[13]
- 薄田修 - 清川元夢
- サル親父 - 田口昂
- ジャージ親父 - 星野充昭
- ポーチ親父 - 隈本吉成
- 生ビール親父 - 小田敏充
- 伊藤アナウンサー - 伊藤史隆（朝日放送）
- 佐藤アナウンサー - 佐藤裕二（メ〜テレ）
- 久保田アナウンサー - 久保田直子（テレビ朝日）
- バギーの主婦 - 神代知衣[14]
- 犬の散歩主婦 - 茂呂田かおる
- 子連れ主婦 - 沢海陽子
- 息子 - 青山桐子
- 娘 - 深田愛衣
- 黒岩仁太郎 - 遊佐浩二[13]
- 鉄拳寺堂勝 - 大和田伸也[15]

## スタッフ
- 原作 - 臼井儀人（らくだ社）
- 脚本 - 中島かずき
- 作画監督 - 原勝徳、大森孝敏、針金屋英郎 / 藤森雅也[注 21]
- 美術監督 - 高橋佐知、沖吉真由美
- キャラクターデザイン - 原勝徳、大塚正実
- 色彩設計 - 野中幸子
- 撮影監督 - 梅田俊之
- ねんどアニメ - 石田卓也
- 音楽 - 荒川敏行、宮崎慎二[16]
- 音響監督 - 大熊昭
- 編集 - 村井秀明
- チーフプロデューサー - 和田泰、赤津一彦、鶴崎りか、箕浦克史
- 監督 - 髙橋渉
- 絵コンテ - 高橋渉、湯浅政明、池端たかし、猫賀大介
- 演出 - 池端たかし
- ピコピコバトルCG - インティ・クリエイツ
- 巨大ひろしロボバトル制作 - サイエンスSARU
  - 設定デザイン - 湯浅政明
- カンタムロボデザイン - 高倉佳彦
- 動画検査 - 小原健二
- 動画 - Marbean Animation、スタジオりぶら、夢弦館、XEBECzwei、亜細亜堂、中村プロダクション、アニメTOROTORO、ディオメディア、OH!プロダクション
- 仕上げ - ライトフット、トレース・スタジオM、オフィス フウ、Wish、亜細亜堂
- 背景 - スタジオ・ユニ、アトリエローク 07、NARA Animation背景部、GACHI PRODUCTION
- コンポジット撮影 - アニメフィルム
- 特殊効果 - 佐藤香織（アニメフィルム）
- CGI - つつみのりゆき
- 撮影協力 - ライトフット
- 音響制作 - AUDIO PLANNING U
- 録音スタジオ - APU MEGURO STUDIO
- ミキサー - 田口信孝
- アシスタント・ミキサー - 村越直
- 音響制作デスク - 穂積千愛
- 音響効果 - Fizz Sound Creation 庄司雅弘、松田昭彦
- 音楽制作 - イマジン 齋藤裕二、マサル
- レコーディングエンジニア - 中村充時
- 音楽協力 - テレビ朝日ミュージック
- 連載 - 双葉社、月刊まんがタウン
- オープニングねんどクルー - 石田らどん、松本智子、折無蓮、八中六郎、志賀剛（撮影協力）、宮島忠（撮影協力）
- 編集スタジオ - 岡安プロモーション
- 編集助手 - 藤本理子
- 撮影データ管理 - 柏原健二
- 現像 - 東京現像所
- HD編集 - 金沢佳明、山本洋平
- DCRマスタリング - 千木良保宣、脇坂美緒
- タイミング - 湯澤祐一
- ラボ・コーディネート - 丸山裕子
- ラボ・マネージメント - 井上純一、近藤桂司、酒見弘人
- 宣伝プロデューサー - 江上智彦、帯田義伸
- 宣伝チーム - 布施哲郎、近藤渉、槙田美香、浅原聡子、加藤悦子
- アニメーション制作協力 - 亜細亜堂、サイエンスSARU
- クレヨンしんちゃん委員会 - 天野賢、北井敦朗、山川順一 / 小野仁、水谷誠也、神田エミイ亜希子 / 高木智悌、小川邦恵、佐藤稔弘 / 大矢篤志 / 杉山由紀子、山田千尋、高橋由美
- 制作事務 - 平山友紀
- 制作進行 - 國安真一、伊藤貴徳、宇佐美裕世、新垣貴大
- 制作デスク - 永田雄一、山崎智史
- プロデューサー - 吉田有希、岸本隆宏、松久智治、鈴木健介
- 制作 - シンエイ動画、テレビ朝日、ADK、双葉社

## 音楽
- オープニングテーマ - 「キミに100パーセント」（ワーナーミュージック・ジャパン / unBORDE）
  - 作詞・作曲・編曲 - 中田ヤスタカ / 歌 - きゃりーぱみゅぱみゅ
- 挿入歌 - 「北埼玉ブルース」
  - 作詞 - 臼井儀人、前田耕一郎 / 作曲 - 荒川敏行 / 歌 - のはらひろし（藤原啓治）
- 挿入歌 - 「契り」（1982年）
  - 作詞 - 阿久悠 / 作曲 - 五木ひろし / 歌 - コロッケ
- 朝まで生ノハラ!挿入曲 - 「Positive Force」
  - 作曲 - Geoff Bastow、Jim Harbourg
- エンディングテーマ - 「ファミリーパーティー」（ワーナーミュージック・ジャパン / unBORDE）
  - 作詞・作曲・編曲 - 中田ヤスタカ / 歌 - きゃりーぱみゅぱみゅ

## 受賞歴
- 第18回 文化庁メディア芸術祭アニメーション部門優秀賞[17]

## 映像ソフト化
2014年11月7日にバンダイビジュアルからBDとDVDでリリース。オーディオコメンタリーには監督の高橋渉、脚本の中島かずき、絵コンテ・演出の池端たかし、ライターの大山くまおが参加している。
本作品のTVCMにはひろしを演じる声優・藤原啓治が顔出しで出演する。